# 笠取山 (奥秩父)
笠取山（かさとりやま）は、埼玉県秩父市と山梨県甲州市の境、奥秩父山塊の主脈に位置する標高1,953 mの山。秩父多摩甲斐国立公園に含まれる。山梨百名山選定。

## 解説
山頂南斜面の山林一帯は多摩川の水源で、東京都水道局が管理する水源涵養林（東京都水源林）である。山頂から南側少し下に、多摩川の最初の一滴がしみ出す水干（みずひ、「沢の行き止まり」の意味）と呼ばれる場所があり、「東京湾まで138km」と書かれた看板が立っている。山頂から西へ少し離れた雁坂峠への分岐付近には「小さな分水嶺」と呼ばれる場所があり、山梨県山梨市・甲州市・埼玉県秩父市の境となっている。ここから山梨市側は笛吹川（富士川の支流）、秩父市側は荒川、甲州市側は多摩川の流域であることを示す石柱がある。

## 登山
登山道の管理が行き届いており、比較的短時間で登山ができ、また眺望も優れているため、登山者が多い。
最も一般的な登山ルートは、甲州市の国道411号（青梅街道）から入った林道一ノ瀬線沿いにある作場平からのコースである。また、山梨市の広瀬湖沿いにある新地平から雁峠を経由して登ることもできるほか、雁坂峠や唐松尾山方面からの縦走路もある。山頂の南西に山小屋の笠取小屋がある。
山梨県が公開している山のグレーディングによれば、作場平から山頂までの登山の難易度は、体力度が10段階中の2（日帰りが可能）、技術的難易度はAからEまでのうちB（登山経験が必要、地図読み能力があることが望ましい）となっている。

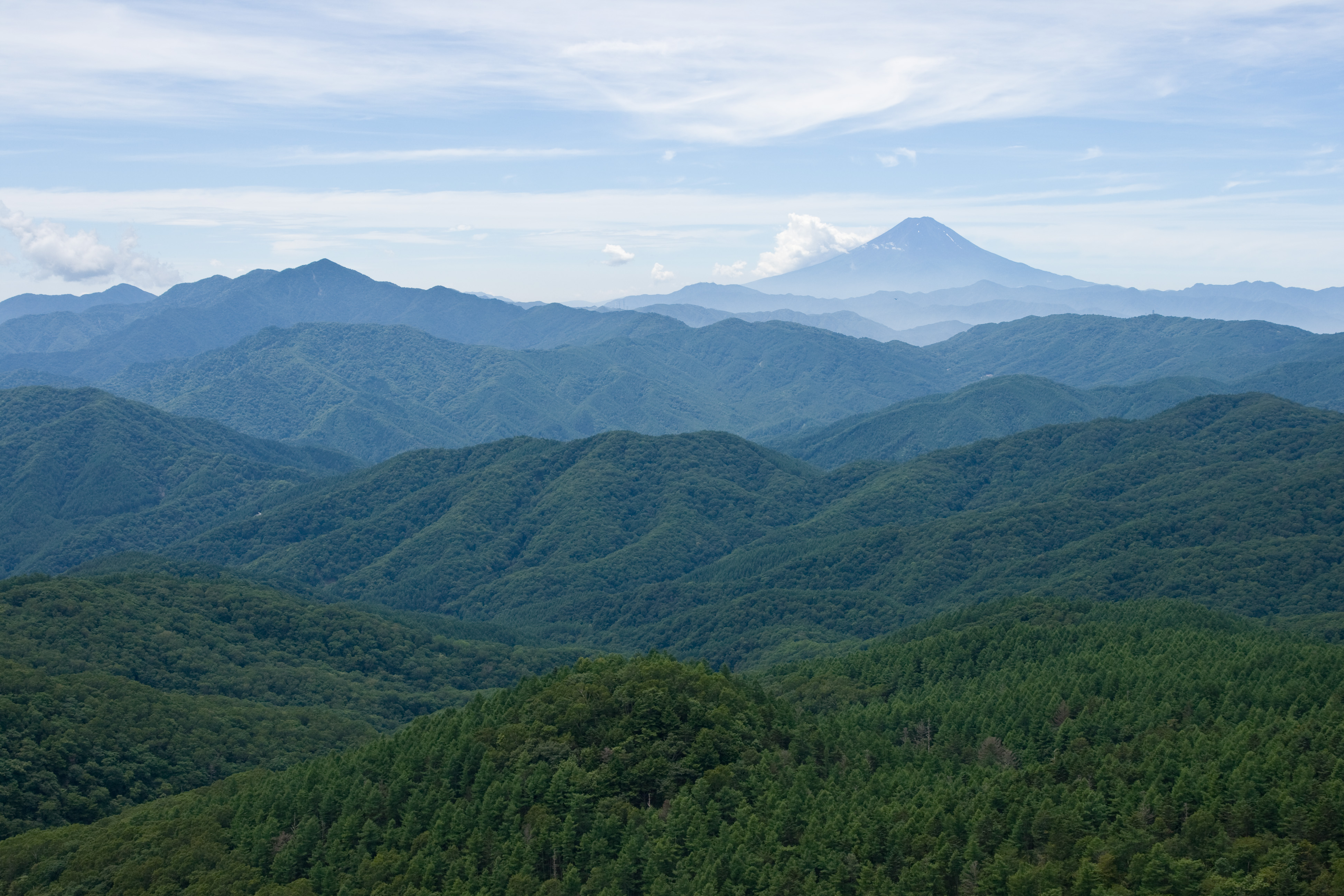
笠取山から望む富士山 左は大菩薩嶺
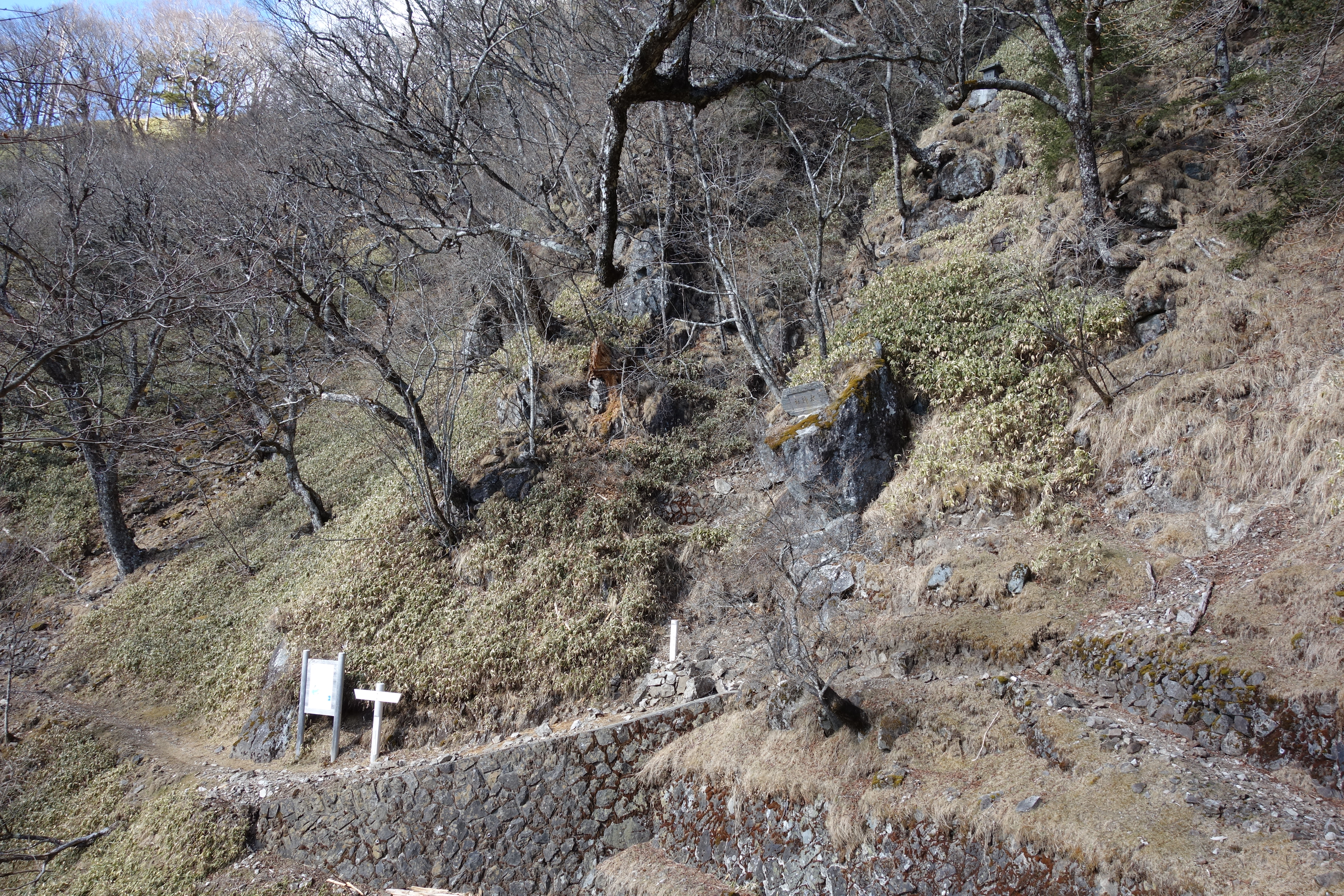
水干
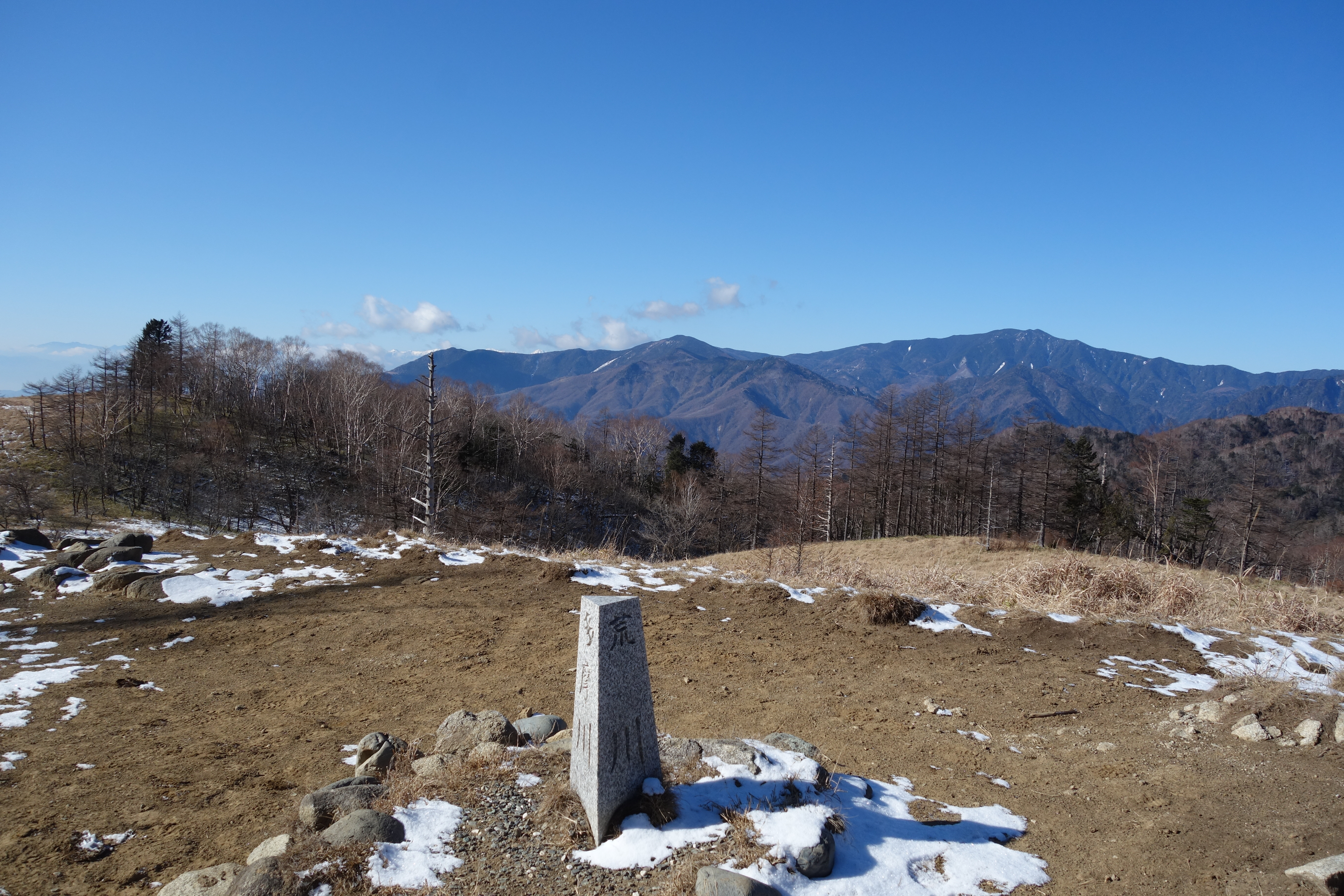
小さな分水嶺から見た奥秩父山塊

## 隣接する山
- 唐松尾山
- 燕山
- 水晶山
- 雁坂嶺